# 秀逗媽媽月美
《秀逗媽媽月美》（日语：スーパー主婦月美さん）是日本已故漫畫家臼井儀人的漫畫作品，單行本全6卷，竹書房發行，東立出版社代理台灣中文版但只發行前4卷。

## 出場人物
- 川越月美

女主角，家庭主婦，十分吝嗇；有一次女兒星美在新年回家時，她為了不給紅包，裝病回房間。生氣時十分可怕，只要她發現丈夫有陪酒女郎的名片，一定把丈夫打到面目全非；睡著時，用三個鬧鐘也叫不醒她；十分厭惡打掃家務；作菜難吃；經常忘記東西，有一次把女兒遺忘在百貨公司，但只記得留下了一包米。
在《蠟筆小新》漫畫第13卷「野原廣志痔瘡入院篇」亦有出現，並與隔壁大嬸（北本太太）陪同送野原一家去醫院。
- 川越朝美

月美的長女。就讀小學中年級。
- 川越星美

月美的次女。朝美的妹妺。就讀幼稚園。樣子有點像《蠟筆小新》中的櫻田妮妮。
- 川越日出男

月美的丈夫，上班族。樣子有點像《蠟筆小新》中的野原廣志。與廣志一樣有腳臭。

## 出版書籍
- 最終卷以〈秀逗媽媽月美 Special〉為標題發售。

| 卷數 | 竹書房     | 竹書房                 | 東立出版社     | 東立出版社         |
| 卷數 | 發售日期   | ISBN                   | 發售日期       | ISBN               |
| ---- | ---------- | ---------------------- | -------------- | ------------------ |
| 1    | 1993年1月  | ISBN 978-4-88-475625-3 | 1995年9月10日  | ISBN 957-34-3171-8 |
| 2    | 1993年12月 | ISBN 978-4-88-475692-5 | 1995年10月5日  | ISBN 957-34-3172-6 |
| 3    | 1996年1月  | ISBN 978-4-81-245008-6 | 1999年11月15日 | ISBN 957-34-8713-6 |
| 4    | 1998年4月  | ISBN 978-4-81-245196-0 | 2000年3月5日   | ISBN 957-34-8714-4 |
| 5    | 2000年12月 | ISBN 978-4-81-245461-9 | 停止出版       | 停止出版           |
| 6    | 2003年4月  | ISBN 978-4-81-245799-3 | 停止出版       | 停止出版           |